# Stadsdel
En stadsdel är en väl avgränsad del av en stad eller annan tätort. Ibland är den officiellt fastställd av vederbörande kommun, ibland är den mer informell. Stadsdelar indelas vanligen i kvarter och avgränsningarna kan bestå av större vägar, älvar, åar eller hav. 
Det finns exempel på mycket stora och befolkningsrika stadsdelar, som Manhattan - en av fem stadsdelar - i New York.

## Sverige
De flesta stora, medelstora och mindre städer i Sverige har bibehållit beteckningarna stad, stadsdel och kvarter.
Med stadsdel kan även menas det område, som en stadsdelsnämnd ansvarar för. Så var det bland annat i Göteborgs kommun. Då man slagit samman flera stadsdelsnämnder, så innefattade de flera stadsdelar i sitt politiskt–geografiska område. Senare använde kommunen istället termen stadsdelsnämndsområde (SDN-område) för att undvika förvirring. Från och med den 1 januari 2021 avvecklades stadsdelsnämnderna i Göteborgs kommun. Staden kom istället att delas in i fyra stadsområden (SO), som är en sammanslagning av flera av de tidigare stadsdelsnämndsområdena. Traditionellt har Göteborgs kommun och tidigare Göteborgs stad indelats i 83 stadsdelar. Dessa namn används därför ofta i dagligt tal – exempelvis Bagaregården, Haga, Masthugget och Nordstaden.
I Stockholms kommun är benämningen stadsdel officiellt (politiskt geografiskt) en beteckning på ett underområde inom ett stadsdelsområde. Stockholm har dock varit indelat i stadsdelar långt innan stadsdelsnämnderna infördes. 1926 avvecklades den tidigare indelningen i församlingar/församlingsdelar/rotar, men efter oenighet över den "nya" indelningen dröjde det till 1932, för ytterstaden, och 1933 för innerstaden, innan de redovisades som separata stadsdelar. Stadsdelarna har i princip varit stabila sedan 1970-talet.  Den stockholmska användningen av beteckningen stadsdel motsvaras inom Göteborgs kommun av termen primärområde.
I Stockholms kommun kallas vissa grupper av stadsdelar även för stadsområden – Västerort, Söderort och Inre staden.
Malmö kommun hade tidigare en politisk-administrativ indelning i kommundelsnämnder där kommunen 1 januari 1996 till 30 juni 2013 var indelad i stadsdelar, med tillhörande politisk nämnd stadsdelsfullmäktige och verkställande stadsdelsförvaltning. Efter en omorganisation och sammanslagning användes 1 juli 2013 till 30 april 2017 beteckningen stadsområde. Se vidare Malmö kommun#Stadsområden.

## Finland
Stadsdelarna betraktas mera som geografiska områden än som administrativa enheter. Ibland kan stadsdelar ha frivilliga stadsdelsnämnder, vilka kan påverka utvecklingen på områden, som de tilldelats t.ex. skolfrågor. Besluten fattas ändå av stadsfullmäktige.

## Internationellt
Stora, administrativa indelningar av spanska städer kallas distrikt (spanska: distritos, katalanska: districtes). Bland annat är Barcelona indelat i tio districtes, och varje distrikt är i sin tur indelad i flera barris (mindre stadsdelar, storkvarter, "grannskap").